# Bangladeschische Cricket-Nationalmannschaft in Simbabwe in der Saison 2021
Die Tour der bangladeschischen Cricket-Nationalmannschaft nach Simbabwe in der Saison 2021 fand vom 7. bis zum 27. Juli 2021 statt. Die internationale Cricket-Tour ist Bestandteil der Internationalen Cricket-Saison 2021 und umfasste ein Test, drei ODIs und drei Twenty20. Die ODIs waren Teil der ICC Cricket World Cup Super League 2020–2023. Bangladesch gewann die Test-Serie mit 1–0 und die ODI-Serie mit 3–0 und die Twenty20-Serie 2–1.

## Vorgeschichte
Bangladesch spielte zuvor eine ODI-Serie gegen Sri Lanka, für Simbabwe war es die erste Tour der Saison. Das letzte Aufeinandertreffen der beiden Mannschaften bei einer Tour fand in der Saison 2019/20 in Bangladesch statt.

## Stadion
Das folgende Stadion wurde für die Tour als Austragungsort vorgesehen.
| Stadion            | Stadt  | Kapazität | Spiele                       |
| ------------------ | ------ | --------- | ---------------------------- |
| Harare Sports Club | Harare | 10.000    | 1. Test; 1–3. ODI; 1.–3. T20 |

## Kaderlisten
Bangladesch benannte seine Kader am 23. Juni 2021.
Simbabwe benannte seinen Test-Kader am 1. Juli 2021.
| Test | Test | ODI | ODI | Twenty20 | Twenty20 |
| Simbabwe | Bangladesch | Simbabwe | Bangladesch | Simbabwe | Bangladesch |
| --- | --- | --- | --- | --- | --- |
| - Brendan Taylor (K) - Sean Williams (K) - Regis Chakabva - Tendai Chatara - Tendai Chisoro - Tanaka Chivanga - Craig Ervine - Joylord Gumbie - Luke Jongwe - Roy Kaia - Takudzwanashe Kaitano - Kevin Kasuza - Timycen Maruma - Wellington Masakadza - Blessing Muzarabani - Dion Myers - Richard Ngarava - Victor Nyauchi - Milton Shumba - Donald Tiripano | - Mominul Haque (K) - Taskin Ahmed - Yasir Ali - Litton Das (wk) - Mehidy Hasan Miraz - Nayeem Hasan - Nurul Hasan - Saif Hassan - Shakib Al Hasan - Ebadot Hossain - Tamim Iqbal - Shadman Islam - Shoriful Islam - Taijul Islam - Abu Jayed - Mahmudullah - Mushfiqur Rahim - Najmul Hossain Shanto | - Brendan Taylor (K) - Ryan Burl - Regis Chakabva - Tendai Chatara - Luke Jongwe - Tinashe Kamunhukamwe - Wesley Madhevere - Timycen Maruma - Tadiwanashe Marumani - Wellington Masakadza - Blessing Muzarabani - Dion Myers - Richard Ngarava - Sikandar Raza - Milton Shumba - Donald Tiripano | - Tamim Iqbal (K) - Taskin Ahmed - Litton Das (wk) - Mehidy Hasan Miraz - Nurul Hasan - Shakib Al Hasan - Afif Hossain - Mosaddek Hossain - Rubel Hossain - Shoriful Islam - Taijul Islam - Mohammad Mithun - Mohammad Naim - Mushfiqur Rahim (wk) - Mustafizur Rahman - Mahmudullah - Mohammad Saifuddin | - Sikandar Raza (K) - Ryan Burl - Regis Chakabva - Tendai Chatara - Luke Jongwe - Tinashe Kamunhukamwe - Wesley Madhevere - Tadiwanashe Marumani - Wellington Masakadza - Tarisai Musakanda - Blessing Muzarabani - Dion Myers - Richard Ngarava - Milton Shumba - Donald Tiripano | - Mahmudullah (K) - Nasum Ahmed - Taskin Ahmed - Litton Das (wk) - Mahedi Hasan - Nurul Hasan (wk) - Shakib Al Hasan - Afif Hossain - Shamim Hossain - Tamim Iqbal - Aminul Islam - Shoriful Islam - Mohammad Naim - Mushfiqur Rahim - Mustafizur Rahman - Mohammad Saifuddin - Soumya Sarkar |

## Tour Matches
| 3. – 4. Juli Scorecard | Harare (TSC) | Bangladesch 313-2d (90) & 22-0 (7.1) | – | Zimbabwe Select XI 202 (74.5) |
|                        |              | Remis                                |   |                               |

| 14. Juli Scorecard | Harare (TSC) | Bangladesch 296-6 (50) | – | Zimbabwe Select XI 189-7 (40.1) |
|                    |              | No Result              |   |                                 |

## Tests

### Erster Test in Harare
| 7. – 11. Juli Scorecard | Harare | Bangladesch 468 (126) & 284-1d (67.4) | – | Simbabwe 276 (111.5) & 256 (94.4) |
|                         |        | Bangladesch gewinnt mit 220 Runs      |   |                                   |

Bangladesch gewann den Münzwurf und entschied sich als Schlagmannschaft zu beginnen. Als Spieler des Spiels wurde Mahmudullah ausgezeichnet.

## One-Day Internationals

### Erstes ODI in Harare
| 16. Juli Scorecard | Harare | Bangladesch 276-9 (50)           | – | Simbabwe 121 (28.5) |
|                    |        | Bangladesch gewinnt mit 155 Runs |   |                     |

Simbabwe gewann den Münzwurf und entschied sich als Feldmannschaft zu beginnen. Als Spieler des Spiels wurde Liton Das ausgezeichnet.

### Zweites ODI in Harare
| 18. Juli Scorecard | Harare | Simbabwe 240-9 (50)               | – | Bangladesch 242-7 (49.1) |
|                    |        | Bangladesch gewinnt mit 3 Wickets |   |                          |

Simbabwe gewann den Münzwurf und entschied sich als Schlagmannschaft zu beginnen. Als Spieler des Spiels wurde Shakib Al Hasan ausgezeichnet.

### Drittes ODI in Harare
| 20. Juli Scorecard | Harare | Simbabwe 298 (49.3)               | – | Bangladesch 302-5 (48) |
|                    |        | Bangladesch gewinnt mit 5 Wickets |   |                        |

Bangladesch gewann den Münzwurf und entschied sich als Feldmannschaft zu beginnen. Als Spieler des Spiels wurde Tamim Iqbal ausgezeichnet.

## Twenty20 Internationals

### Erstes Twenty20 in Harare
| 23. Juli Scorecard | Harare | Simbabwe 152 (19)                 | – | Bangladesch 156-2 (18.5) |
|                    |        | Bangladesch gewinnt mit 8 Wickets |   |                          |

Simbabwe gewann den Münzwurf und entschied sich als Schlagmannschaft zu beginnen. Als Spieler des Spiels wurde Soumya Sarkar ausgezeichnet.

### Zweites Twenty20 in Harare
| 25. Juli Scorecard | Harare | Simbabwe 166-6 (20)          | – | Bangladesch 143 (19.5) |
|                    |        | Simbabwe gewinnt mit 23 Runs |   |                        |

Simbabwe gewann den Münzwurf und entschied sich als Schlagmannschaft zu beginnen. Als Spieler des Spiels wurde Wesley Madhevere  ausgezeichnet.

### Drittes Twenty20 in Harare
| 27. Juli Scorecard | Harare | Simbabwe 193-5 (20)               | – | Bangladesch 194-5 (19.2) |
|                    |        | Bangladesch gewinnt mit 5 Wickets |   |                          |

Simbabwe gewann den Münzwurf und entschied sich als Schlagmannschaft zu beginnen. Als Spieler des Spiels wurde Soumya Sarkar  ausgezeichnet.

## Auszeichnungen

### Player of the Series
Als Player of the Series wurden der folgende Spieler ausgezeichnet.
| Serie   | Player of the Series |
| ------- | -------------------- |
| Test    | –                    |
| ODI     | Shakib Al Hasan      |
| Tweny20 | Soumya Sarkar        |

### Player of the Match
Als Player of the Match wurden die folgenden Spieler ausgezeichnet.
| Spiel       | Player of the Match |
| ----------- | ------------------- |
| 1. Test     | Mahmudullah         |
| 1. ODI      | Liton Das           |
| 2. ODI      | Shakib Al Hasan     |
| 3. ODI      | Tamim Iqbal         |
| 1. Twenty20 | Soumya Sarkar       |
| 2. Twenty20 | Wesley Madhevere    |
| 3. Twenty20 | Soumya Sarkar       |